# Brad Walker
Brad Walker (Aberdeen, 21 de junho de 1981) é um atleta norte-americano, especialista no salto com vara.
É campeão mundial outdoor em Osaka 2007 e campeão mundial indoor em Moscou 2006. Nos Jogos Olímpicos de Pequim 2008, falhou nas eliminatórias, o que o eliminou da disputa por medalhas.
É o 4ª melhor atleta da História do salto com vara outdoor, com a marca de 6,04m, obtida em 2008. Apenas Sergey Bubka, Maksim Tarasov e Dmitri Markov obtiveram marcas melhores anteriormente.